# Троман, Джо
Джозеф Марк Троман (англ. Joe Trohman) род. 1 сентября 1984 Голливуд (штат Флорида) — американский музыкант, соло-гитарист группы Fall Out Boy.
Троман родился в Голливуде, в еврейской американской семье и ходил в еврейскую воскресную школу. Рос в Саут-Рассел, что недалеко от Кливленда, штат Огайо, пока его семья не перебралась в Чикаго когда ему было 12 лет. Он посещал школы Вашберн Джуниор-Хай (средняя) и Нью-Трайер Туаншип Хай-скул (высшая). Один из основателей группы Fall Out Boy. Согласно различным биографиям он рос вместе с Питом Венцем.
Долгое время встречался с россиянкой Региной Шерман (Питтерсман) (2009-2011 гг.). Несмотря на то, что свадьба не состоялась, Регина остаётся другом семьи Тромана.
29 октября 2011 года Джо женился на своей давней подруге Мари. 25 апреля 2014 года Троман стал отцом, дочь назвали Руби. 18 марта 2018 года жена родила ему вторую дочь, которую назвали Зэйда Мэй.
У Джо обсессивно-компульсивное расстройство.

## Некоторые цитаты и отрывки из журналов
По дороге Троман все время сетует, что поклонники группы уделяют ему куда меньше внимания, нежели его коллегам. «Хорошо, что мы так много значим друг для друга, — бормочет Джо. — Хотя иногда мы, словно последние идиоты, ведемся на ту ерунду, что пишут о нас в газетах: „В этой группе всем заправляет один человек. Остальные участники Fall Out Boy — балласт“. Признаюсь, меня подобные вещи задевают весьма серьёзно».
Rolling Stone, 2007
Троман с улыбкой рассказывает мне, как в шестнадцать лет его приятель и коллега по школьной хардкор-группе Пит Венц сумел убедить его родителей разрешить отправиться в первый гастрольный тур. «Я потерял девственность на этих гастролях, — смеется Джо. — После каждого нашего концерта девицы буквально срывали с меня трусы. У меня даже была мысль вообще перестать носить нижнее белье».